# آخایی‌ها

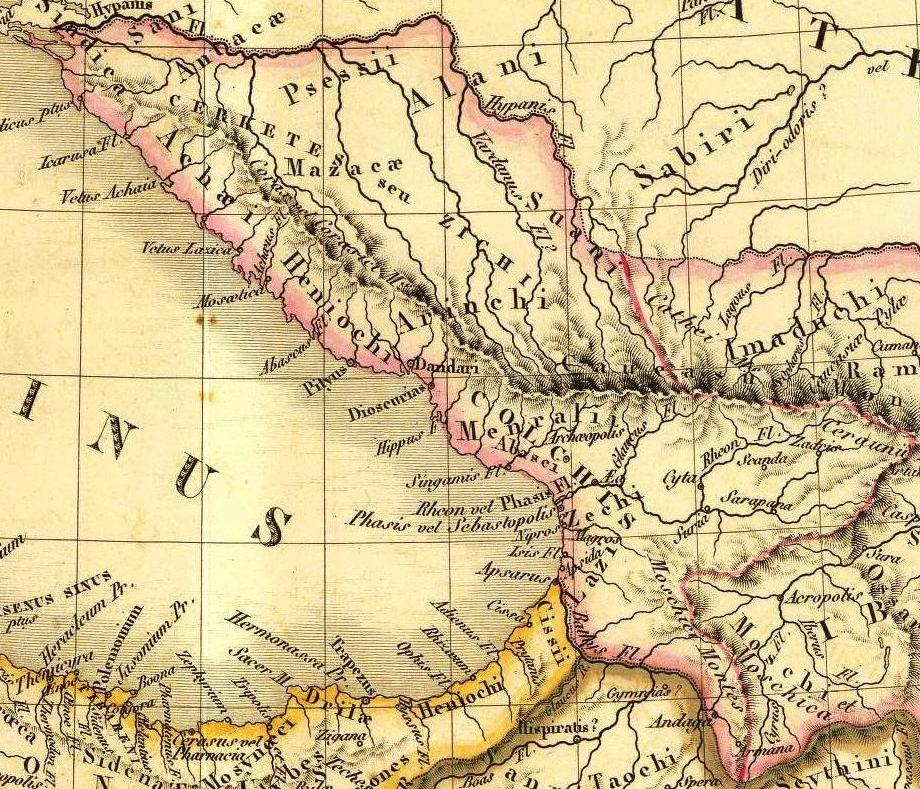
قلمرو آخایی‌ها

آخایی‌ها گروهی از مردم سکایی بودند که توسط استرابون (بخش ۱۱٫۲، همراه گروه‌های زیگوی ، هنی‌اوچی، و سرستایی و ماکروپگونس) و توسط پلینی (بخش ۴٫۲۶٫۲) با نام پورتوس آخایئروم که در دهانه دانوب زندگی می‌کرده‌اند یاد شده‌است. این نام به معنای «رودخانه‌نشینان» از یک کلمه هندواروپایی برای «آب» برگردانده شده‌است.